# Cimitero monumentale di Cesena
Il cimitero monumentale di Cesena è il principale luogo di sepoltura della città di Cesena, situato nella zona sud-ovest del centro urbano. Fondato nel XIX secolo il cimitero si estende su una vasta area e rappresenta un importante sito storico e culturale per la comunità locale.

## Storia
Il cimitero di Cesena ha una storia che risale al XIX secolo, un periodo in cui la città stava vivendo una crescita demografica significativa e aveva necessità di spazi di sepoltura adeguati. Prima dell'istituzione del cimitero, le sepolture avvenivano principalmente presso le chiese parrocchiali o in piccoli cimiteri situati nelle immediate vicinanze degli insediamenti urbani. Con l'aumentare della popolazione e la consapevolezza dell'importanza igienico-sanitaria di separare le zone di sepoltura dalle aree abitate, si rese necessaria la creazione di un cimitero principale per la città. Così, nel corso del XIX secolo, fu individuato un sito appropriato per l'istituzione del nuovo cimitero, e iniziarono i lavori di costruzione e pianificazione.
Il decreto del Governatore di Cesena datato 22 aprile 1813 determinava il posizionamento del cimitero nel sito precedentemente occupato dalla Chiesa di Santa Croce e dettava una serie di istruzioni riguardanti l'organizzazione, il personale impiegato, e la gestione delle tombe, tra le altre disposizioni.

## Architettura
Il Cimitero di Cesena, ammirato per l'armonioso abbraccio del porticato elittico e la sacralità del quadrilatero, fu progettato e realizzato grazie al contributo dei principali architetti cesenati dei primi anni dell'Ottocento. Secondo quanto riportato su una lapide situata alla congiunzione dei due porticati, l'architetto Benedetto Barbieri è stato attribuito il merito del disegno complessivo del cimitero. Il 26 agosto 1815 furono selezionati i seguenti progetti: la chiesa con porticato ideata dall'architetto Giacomo Bertozzi, il loggiato concepito dall'architetto Benedetto Barbieri e le mura con pilastrata di ordine dorico progettate dall'ingegnere Curzio Brunelli. La cerimonia di posa della prima pietra si svolse il 6 maggio 1816.
Nella primavera del 1816, iniziarono i lavori di costruzione della chiesa, dei porticati e delle cappelle. Nel 1957, la facciata del cimitero fu rinnovata con un design sobrio e lineare, su progetto degli architetti Saul Bravetti e Ilario Fioravanti, i quali curarono anche la realizzazione dei due gruppi di statue ai lati dell'ingresso e dei due dipinti all'interno.
Il grande cancello in ferro battuto con foglie di palma orizzontali, opera di Mario Morigi, è un elemento distintivo dell'ingresso, mentre le formelle sul muro esterno, raffiguranti episodi del Vecchio e del Nuovo Testamento, sono anch'esse opera dello stesso artista, contribuendo così alla decorazione e alla significativa estetica del cimitero.

## Tombe famose

### Tomba di Renato Serra

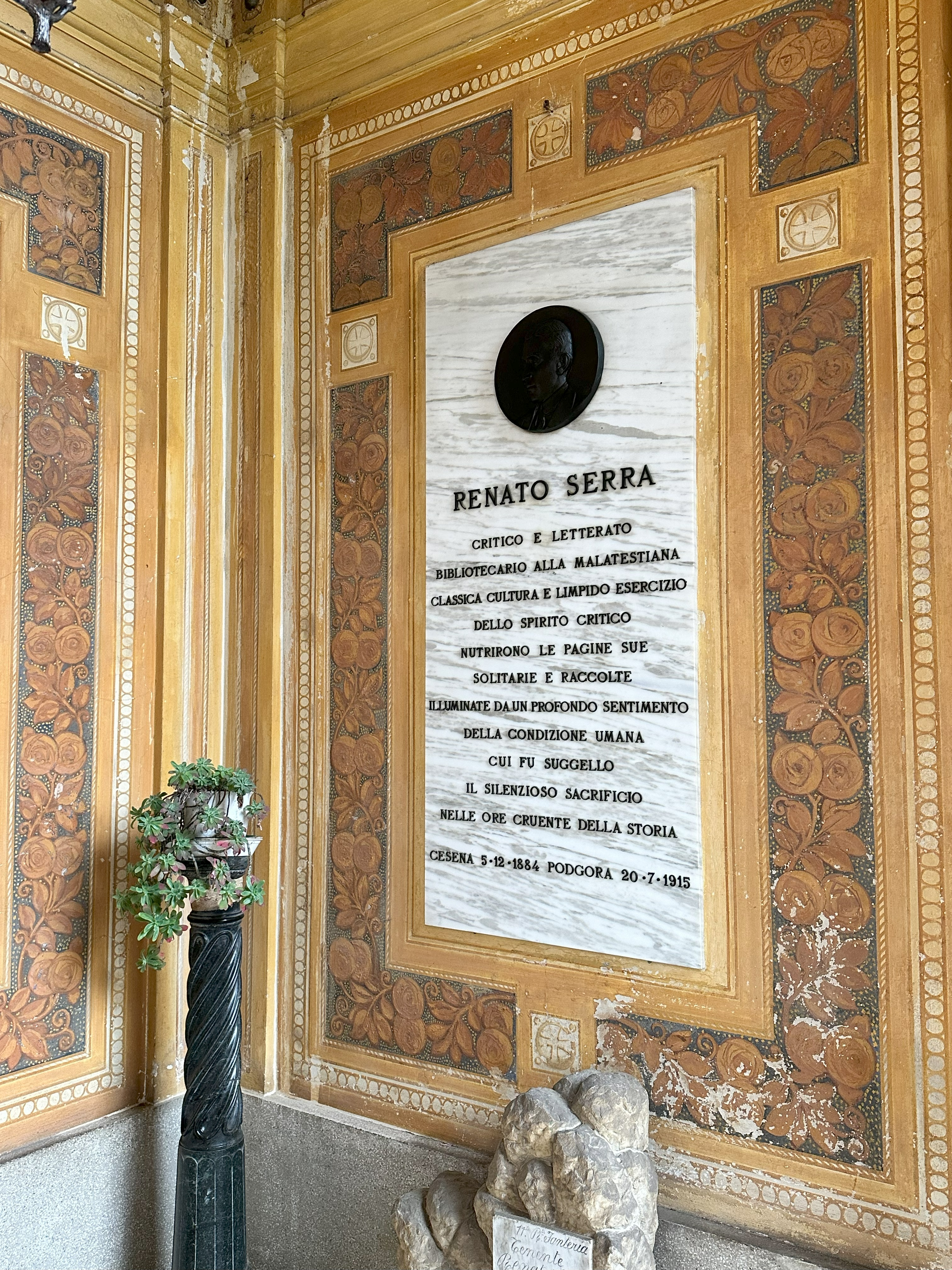
Tomba di Renato Serra

Renato Serra (Cesena, 5 dicembre 1884 – Monte Podgora, 20 luglio 1915) è stato un bibliotecario, critico letterario e scrittore italiano, deceduto in guerra durante il Primo conflitto mondiale.
La salma, inizialmente sepolta in trincea, fu successivamente trasferita presso il cimitero di Mossa (Gorizia) e, nel 1921, traslata e tumulata nella tomba di famiglia presso il cimitero monumentale di Cesena.
Sulla lapide è presente la seguente iscrizione celebrativa: